# Nuova macroeconomia keynesiana
La nuova macroeconomia keynesiana (NMK) o nuova economia keynesiana (NEK) è una scuola di pensiero economica che, in risposta alle conclusioni della nuova macroeconomia classica, riabilita l'economia keynesiana, riprendendone l'impostazione e arricchendola di nuovi concetti. Due ipotesi principali definiscono l'approccio neokeynesiano alla macroeconomia.
Come per l'approccio neoclassico, l'analisi macroeconomica dei neokeynesiani di solito presume che le famiglie e le imprese abbiano proprie aspettative razionali, tuttavia le due scuole differiscono nel fatto che l'analisi neokeynesiana di solito presupponga una varietà di difetti di mercato. In particolare, i neokeynesiani ritengono che i prezzi e i salari siano vischiosi, ovvero non si adeguano istantaneamente alle variazioni delle condizioni economiche.
La vischiosità dei prezzi e dei salari, e le altre variabili del mercato presenti nei modelli neokeynesiani, implicano che l'economia possa fallire dall'ottenere la massima occupazione. I neokeynesiani sostengono dunque che la stabilizzazione macroeconomica con intervento dei governi centrali (usando la politica fiscale) o delle banche centrali (usando la politica monetaria) possa portare a un risultato più efficace di una politica macroeconomica classica all'insegna del laissez faire.

## Descrizione

### Origini
I primi contributi alla Nuova Macroeconomia Keynersiana furono redatti da N. Gregory Mankiw e David Romer in New Keynesian Economics, volume 1 e 2.
Questi due volumi si focalizzano principalmente sulle microfondazioni, che sarebbero elementi microeconomici che possono produrre effetti macroeconomici Keynesiani, e non cercano ancora di costruire modelli macroeconomici completi.
Più di recente, i macroeconomisti hanno iniziato a costruire modelli dinamici e stocastici di equilibrio economico generale (dynamic stochastic general equilibrium models o DSGE models) con le caratteristiche Keynesiane. 
La metodologia DSGE modeling dei neokeynesiani è illustrata dal libro di Michael Woodford Interest and Prices: Foundations of a Theory of Monetary Policy. 
Gli economisti stanno ora attivamente studiando modelli quantitativi di questo tipo, e li stanno impiegando per analizzare l'ottimizzazione monetaria e la politica fiscale.

### Teorie della nuova macroeconomia keynesiana
Tra le teorie principali possono annoverarsi la teoria insider-outsider di Assar Lindbeck e Dennis Snower, la teoria dei contratti periodici di Stanley Fischer e John B. Taylor, la teoria dei contratti impliciti (precedente alla nuova macroeconomia classica, ma riutilizzata nell'ambito della NMK), la teoria dell'isteresi di Olivier Blanchard e Lawrence Summers, la teoria dei salari efficienti, principalmente attribuita a Joseph Stiglitz e Carl Shapiro.

### Microfondazioni di vischiosità dei prezzi
Le rigidità nominali, cioè la vischiosità dei salari e dei prezzi, costituiscono un aspetto centrale dei modelli neokeynesiani. 
Perché i prezzi si dovrebbero adeguare lentamente? 
Una spiegazione comune data dai neokeynesiani è la presenza di menu cost, ovvero piccoli costi che devono essere pagati in modo da aggiustare il valore nominale dei prezzi. 
Ad esempio, i costi per costruire un nuovo catalogo, price list, o menu sarebbero considerati costi indicativi. 
Anche se questi costi sembrano irrisori, i neokeynesiani spiegano come possano amplificare le fluttuazioni di breve periodo.
Non solo le imprese devono pagare per cambiare i prezzi, ma, secondo N. Gregory Mankiw, vi sono anche effetti collaterali che accompagnano le variazioni dei prezzi: come scrive Mankiw, una ditta che abbassa i propri prezzi a causa di una diminuzione dell'offerta di denaro contribuirà all'aumento del reddito reale dei clienti di tale prodotto, cosa che permetterà al compratore di acquistarne di più, ma non necessariamente dalla ditta che ne ha abbassato i prezzi; poiché le imprese non ricevono il massimo del beneficio dalla riduzione dei propri prezzi, il loro incentivo a ridurre i prezzi in risposta ad eventi macroeconomici diminuisce.
Studi recenti (come quelli condotti da Golosov e Lucas) fanno rilevare che l'entità del menu cost necessaria per far corrispondere i micro-dati di aggiustamento dei prezzi all'interno di un modello di ciclo economico altrimenti standard è eccessivamente alta per giustificare la tesi stessa del menu cost. 
La ragione di ciò è che tali modelli mancano di rigidità reali, che è una proprietà per la quale i guadagni non vengono schiacciati da grossi aggiustamenti in fattore prezzi (come i salari) che possono avvenire in risposta allo shock monetario. Modelli neokeynesiani più moderni affrontano la questione assumendo che il mercato del lavoro è segmentato, in modo tale che l'aumento dell'impiego da parte di una determinata impresa non determina allo stesso tempo la diminuzione dei profitti per le altre imprese.
Altre fonti sulla vischiosità dei prezzi includono:
- Economia di scala, ovvero riduzione del costo per unità risultante dall'incremento della produzione, realizzata attraverso l'efficienza operativa. Le economie di scala si possono raggiungere perché, se la produzione aumenta, il costo per produrre ogni singola unità addizionale diminuisce. Archiviato il 25 aprile 2010 in Internet Archive.
- contratti impliciti
- effetti di bilancio
- variazioni cicliche dei profitti
- presenza di esternalità di mercato [collegamento interrotto]: quando gli agenti sono in stretta vicinanza fisica, potenziali partner commerciali sono più numerosi e meno costosi da raggiungere (preferenza dei prodotti e manufatti locali a quelli importati per risparmiare sui costi di trasporto, ecc.)
- spostamenti verso l'esterno della curva di offerta di lavoro
- efficienza salariale
- selezione avversa

### Altri elementi microeconomici
Oltre alla vischiosità dei prezzi, un'altra imperfezione di mercato costruita nella maggior parte dei modelli neokeynesiani è l'assunzione che le imprese siano monopolistiche.
Infatti, senza una sorta di potere monopolistico non avrebbe senso assumere la vischiosità dei prezzi, poiché in un regime di competizione qualsiasi impresa che applichi un prezzo appena superiore alle altre sarebbe in condizioni di non vendere, così come ogni impresa che applichi un prezzo appena inferiore alle altre sarebbe obbligata a vendere di più di ciò che in realtà produce proficuamente.
Per cui i neokeynesiani presumono che le imprese usino il loro potere di mercato per mantenere i propri prezzi sopra al costo marginale, cosicché anche in caso falliscano nell'applicare prezzi ottimali esse mantengono in ogni caso un profitto. Molti studi macroeconomici hanno stimato il tipico grado del potere di mercato delle imprese, per cui questa informazione può essere usata come parametro per i modelli neokeynesiani.
Altri elementi microeconomici che appaiono in alcuni modelli neokeynesiani (sebbene non così comunemente come la vischiosità dei prezzi e la competizione imperfetta) sono i seguenti:
- Imperfezioni nel mercato del credito[8][9]
- Fallimenti coordinativi, che portano ad aggregare moltiplicatori di domanda e possibile molteplicità di equilibrio[10]
- Disoccupazione causata da problemi di azzardo morale,[11] o disoccupazione a causa di frizioni d'abbinamento[12]

### Modelli neokeynesiani DSGE
In seguito al lavoro pionieristico, esaminato nei volumi di Mankiw e Romer, su che tipo di elementi microeconomici possano produrre effetti macroeconomici keynesiani, gli economisti iniziarono a mettere insieme questi pezzi per costruire modelli macroeconomici che descrivono le decisioni delle famiglie, delle imprese monopolistiche competitive, del governo o della banca centrale e di altri agenti economici. Le imprese monopolistiche si presume che affrontino alcuni tipi di vischiosità dei prezzi, cosicché ogni volta che le imprese riaggiustano i propri prezzi, esse devono tenere a mente che essi probabilmente resteranno invariati più a lungo di quanto esse stesse vorrebbero.
Molti modelli presumono che anche i salari siano rigidi: la produzione totale è determinata dagli acquisti delle famiglie, che dipendono dai prezzi imposti dalle imprese. Siccome il comportamento macroeconomico deriva dall'interazione delle decisioni di tutti questi agenti, che agiscono nel corso del tempo, di fronte all'incertezza sulle condizioni future, questi modelli sono classificati come dinamici e stocastici di equilibrio economico generale (dynamic stochastic general equilibrium, o DSGE, in lingua inglese). I parametri del modello sono di solito stimati o scelti in modo da far sì che le dinamiche del modello riporti similmente i dati macroeconomici attuali del paese o della regione che viene studiata.

### Implicazioni politiche
Gli economisti neokeynesiani sono concordi con gli economisti neoclassici sul fatto che nel lungo periodo valga la dicotomia classica: i cambiamenti nell'offerta di moneta sono neutrali. Tuttavia, per il fatto che i prezzi nei modelli neokeynesiani sono vischiosi, un incremento nell'offerta di moneta (o, in equivalenza, un calo nei tassi d'interesse) fa aumentare l'offerta e diminuire la disoccupazione nel breve periodo.
Ad ogni modo, i neokeynesiani non supportano l'uso di una politica monetaria espansiva che permetta guadagni a breve per l'offerta e l'impiego, perché ciò farebbe crescere le aspettative inflative e così accumulerebbe problemi per il futuro. Essi supportano invece l'uso di politiche monetarie per la stabilizzazione: incrementare improvvisamente l'offerta di denaro per produrre un temporaneo boom economico non è raccomandato, in quanto eliminare le crescenti aspettative inflative sarebbe impossibile senza produrre recessione. 
Tuttavia, quando l'economia è colpita da un inatteso choc esterno, sarebbe una buona idea quella di compensare gli effetti macroeconomici dello choc con la politica monetaria. Ciò è particolarmente vero se l'inatteso choc (come una caduta della fiducia dei consumatori) è del tipo che tende a far decrescere sia l'offerta che l'inflazione: in tal caso, espandere l'offerta di moneta (abbassando i tassi di interessi) aiuta, facendo aumentare l'offerta e nello stesso tempo stabilizzando l'inflazione e le aspettative inflative.
Studi sulla politica monetaria ottimale nei modelli DSGE neokeynesiani focalizzati sulle regole sui tassi di interesse (specialmente la Regola di Taylor) specificano come la banca centrale dovrebbe aggiustare il tasso d'interesse nominale in risposta ai cambiamenti nell'inflazione e nell'offerta (più precisamente, ottime regole di solito reagiscono ai cambiamenti nell'output gap, piuttosto che ai cambiamenti dell'offerta per sé). In alcuni semplici modelli DSGE neokeynesiani, si riscontra che stabilizzare l'inflazione è sufficiente, perché mantenere perfettamente stabile la crescita dei prezzi nello stesso tempo aiuta a mantenere stabile sia l'offerta sia l'impiego al massimo livello desiderabile. Blanchard e Galí hanno battezzato questa proprietà la "coincidenza divina". Tuttavia, essi mostrano anche che in modelli con più di un'imperfezione di mercato (per esempio, frizioni nell'aggiustare il livello di impiego o vischiosità dei prezzi), non si verifica la suddetta proprietà, essendoci invece un compromesso tra la stabilizzazione dell'inflazione e la stabilizzazione dell'impiego.

### Relazioni con altre scuole macroeconomiche
Nel corso degli anni, una sequenza di "nuove" teorie macroeconomiche relative od opposte a quella keynesiana sono state influenti. Dopo la seconda guerra mondiale, Paul Samuelson usò il termine "sintesi neoclassica" per riferirsi all'integrazione dell'economia keynesiana con l'economia neoclassica. L'idea era che il governo e la banca centrale mantenessero un sommario pieno impiego, in modo che le nozioni dell'economia neoclassica - centrate sull'assioma dell'universalità della scarcity— si potessero applicare. Il modello IS-LM di John Hicks fu centrale nella sintesi neoclassica.
Più tardi il lavoro di economisti come James Tobin e Franco Modigliani che implicava più enfasi nelle microfondazioni di consumi e investimenti fu a volte chiamato neokeynesianesimo. Esso è spesso in contrasto con i post-keynesiani di Paul Davidson, che enfatizza il ruolo fondamentale dell'incertezza nella vita economica, specialmente per ciò che concerne le questioni degli investimenti fissi dei privati.
Il neokeynesianismo, con John B. Taylor, Stanley Fischer, Gregory Mankiw, David Romer, Olivier Blanchard, Nobuhiro Kiyotaki, Jordi Galí, e Michael Woodford, è una risposta a Robert Lucas e alla scuola neoclassica. Tale scuola criticava l'inconsistenza della teoria economica keynesiana in funzione del concetto di aspettative razionali: i neoclassici combinavano un unico equilibrio di pieno impiego con aspettative razionali. I neokeynesiani usano invece le microfondazioni per dimostrare che la vischiosità dei prezzi impedisce ai mercati di equilibrarsi. In tal modo l'equilibrio basato sulle aspettative razionali non ha bisogno di essere unico.
Laddove la sintesi neoclassica sperava che la politica fiscale e la politica monetaria potessero mantenere il pieno impiego, i neoclassici asserivano che gli aggiustamenti nei prezzi e nei salari avrebbero automaticamente raggiunto quest'obiettivo nel breve periodo. I neokeynesiani, d'altra parte, vedono il pieno impiego come automaticamente raggiunto solo nel lungo periodo, poiché i prezzi sono vischiosi nel periodo breve. Le politiche del governo e della banca centrale sono necessarie perché i tempi per giungere al lungo periodo potrebbero essere molto dilatati.
Enfasi è stata espressa anche durante la crisi globale economica e finanziaria del 2008 rispetto allo sforzo di Keynes sull'importanza del coordinamento tra le politiche macroeconomiche (stimolo monetario e fiscale), su istituzioni economiche internazionali come la Banca Mondiale e il Fondo Monetario Internazionale e il mantenimento di un sistema di libero scambio economico. Ciò è riflesso nel lavoro di alcuni economisti del FMI e di Donald Markwell.

### Esponenti della nuova macroeconomia keynesiana
I principali studiosi, i cui contributi possono essere ricondotti a questa scuola di pensiero, sono:
- Olivier Blanchard
- Alan Blinder
- J. Bradford DeLong
- Jacques Drèze
- Stanley Fischer
- Jason Furman
- Jordi Galí
- Mark Gertler
- Robert J. Gordon
- Nobuhiro Kiyotaki
- Paul Krugman
- Assar Lindbeck
- Paul McCulley
- Gregory Mankiw
- Marc Melitz
- Raj Chetty
- Carmen Reinhart
- Ricardo Reis
- David Romer
- Julio Rotemberg
- Nouriel Roubini
- Edmund Phelps
- Joseph Stiglitz
- John B. Taylor
- Michael Woodford

## Critiche
Se i nuovi keynesiani si oppongono ai nuovi classici le cui prescrizioni sono contrassegnate dal laissez-faire, alcuni credono tuttavia che questa sia una vittoria di Pirro, perché le loro analisi li portano ad opporsi alle rigidità che distorcono il funzionamento del mercato.